# Епіорніс
Епіорніс (Aepyornis) — рід вимерлих птахів родини епіорнісові (Aepyornithidae) ряду епіорнісоподібні (Aepyornithiformes). Всі види роду були ендеміками Мадагаскару та вимерли в історичний час (до 17 століття). Епіорніс є найбільшим птахом, що відомий палеонтологам; досягав 3 м заввишки та вагою 400 кг. Відомі й залишки яєць, вони сягали 34 см завдовжки та мали об'єм у 170 разів більший ніж у курячого яйця.

## Класифікація
Систематика роду викликає дискусії серед дослідників. Деякі біологи виділяють лише 1 вид — Aepyornis maximus. Проте більшість дослідників виділяють чотири види:
- Aepyornis gracilis Monnier, 1913
- Aepyornis hildebrandti Burckhardt, 1893
- Aepyornis maximus Hilaire, 1851
- Aepyornis medius Milne-Edwards & Grandidier, 1866

Інші описані види зараз розглядаються як синоніми:
- Aepyornis mulleri Milne-Edwards & Grandidier, 1894
- Aepyornis modestus Milne-Edwards & Grandidier, 1869
- Aepyornis ingens Milne-Edwards & Grandidier, 1894
- Aepyornis titan Andrews, 1894
- Aepyornis grandidieri Rowley, 1867
- Aepyornis cursor Milne-Edwards & Grandidier, 1894
- Aepyornis lentus Milne-Edwards & Grandidier, 1894